# Peter Hluško
Peter Hluško (* 22. prosinec 1970) je bývalý slovenský fotbalista, obránce.

## Fotbalová kariéra
V československé lize hrál za Tatran Prešov. Nastoupil v 19 ligových utkáních a dal 1 ligový gól. Dále hrál i za Spartu Považská Bystrica, MŠK Žilina a FC Spartak Trnava. V Poháru vítězů pohárů nastoupil ve 3 utkáních.

## Ligová bilance
| Ročník                                   | Zápasy | Góly | Klub          |
| ---------------------------------------- | ------ | ---- | ------------- |
| 1. československá fotbalová liga 1992/93 | 19     | 1    | Tatran Prešov |
| CELKEM 1. československá liga            | 19     | 1    |               |